# Giovanni Battista Trona
Giovanni Battista Trona, C.O. (18. října 1682 Frabosa Soprana – 13. prosince 1750 Mondovì) byl italský římskokatolický duchovní a oratorián.

## Život
Narodil se 18. října 1682 ve Fabrosa Soprana v chudé a zbožné rodině. Brzy přišel o otce a ve 12 letech i o matku, která byla zavražděna.
Roku 1695 byl přijat do kněžského semináře v Mondovì. Po studiu teologie byl 19. září 1705 vysvěcen na kněze. Chtěl se stát misionářem, což mu rozmluvil místní biskup a pozval ho ke vstupu do kongregace Oratoriánů. V kongregaci se věnoval vzdělávání a reformaci kléru. Byl výborným kazatelem a získal si mnoho lidí všech společenských vrstev.
Pravděpodobně byl autorem díla Katechismus monsignora Casatiho, který sloužil jako základ pro slavný Katechismus svatého Pia X. Mezi jeho úspěšná díla patří Pojednání o třech teologických ctnostech.
Zastával funkci spirituála královských škol ve městě. Byl poradcem krále Karla Emanuela III. Sardinsko-Piemontského a ministra Carla Vincenza Ferrero d'Ormea.
Zemřel jako katecheta dětí 13. prosince 1750.

## Proces svatořečení
Proces byl zahájen 4. srpna 1779 v diecézi Monreale. Dne 15. května 1927 uznal papež Pius XI. jeho hrdinské ctnosti.